# ニゲロース
ニゲロース (nigerose) は、グルコース2分子が α1-3結合で結合した、二糖の一種である。コウジカビ (Aspergillus niger) が生産する多糖のニゲランは、ニゲロースがポリマーになったものである。またニゲロースという名前は、コウジカビの種名の niger から名づけられた。酒の中から発見されたため、サケビオース (sakebiose) とも呼ばれる。蜂蜜やみりんにも含まれる。また、日本語から名前がついた二糖には、ほかに麹から発見されたコージビオースがある。食品に添加することで、味質改善、煮崩れ防止、色素退色抑制などの効果が期待できる。